# 717 Wisibada
717 Wisibada је астероид главног астероидног појаса. Приближан пречник астероида је 31,04 ,
а средња удаљеност астероида од Сунца износи 3,147 астрономских јединица (АЈ).
Инклинација (нагиб) орбите у односу на раван еклиптике је 1,643 степени, а орбитални период износи 2039,661 дана (5,584 година). Ексцентрицитет орбите астероида износи 0,257.
Апсолутна магнитуда астероида износи 11,10 а геометријски албедо 0,066.
Астероид је откривен 26. августа 1911. године.